# 苻王后
苻王后（?—?），西秦武元王乞伏乾归的第二任王后。苻王后本是前秦高帝苻登的妹妹东平公主，前秦太初九年（西秦太初七年，394年）六月，苻登被后秦皇帝姚兴击溃，向西秦求救，便将妹妹嫁给了乞伏乾归，封乞伏乾归为梁王。然而不久后，苻登还是被姚兴擒杀。随后，乞伏乾归尽管保持和苻王后的婚姻关系，还是把苻登的儿子前秦皇帝苻崇驱逐，苻崇袭击乞伏乾归，兵败阵亡，前秦灭亡。苻王后不知所终，边王后又复立为王后。